# Агабабян, Сато
Сато Агабабян (Сатеник Агабабян, арм. Սաթենիկ Աղաբաբյան, перс. ساتنیک آقابابیان‎, англ. Satenik Aghababian; известная также как Сато Пери Агабабова, англ. Sato Peri Aghababian; 1900, Тегеран, Иран — 1979, Иран) — иранская оперная певица, театральная актриса, кинематографист и драматург армянского происхождения. Одна из первых иранских оперных певиц. 
Агабабян можно рассматривать как символ иранских театральных деятелей начала XX века и особенно как символ женского художественного движения того периода. Некоторые критики считают её одним из величайших драматургов Ирана. 
Её сын Алекс Агабабян является основоположником дубляжа в Иране. 